# Annandaliella
Annandaliella là một chi nhện trong họ Theraphosidae.

## Các loài
Chi này gồm các loài:
- Annandaliella ernakulamensis Jose & Sebastian, 2008
- Annandaliella pectinifera Gravely, 1935
- Annandaliella travancorica Hirst, 1909